# Вяйсо
Вяйсо (ест. Väiso), також Вяйсу (ест. Väisu) — село в Естонії, входить до складу волості Виру, повіту Вирумаа. Населення 32 особи станом на 2011.